# Zeneszociológia
A zeneszociológia a művészetszociológia egyik ága, a művészetszociológia pedig a szociológia egyik tudományterülete. Theodor Adorno úgy fogalmazott, hogy a zeneszociológia nem más, mint „ismeretek a zenét hallgató egyének és a zene viszonyáról”. A zene olyan dolog, ami kapcsolatot tud létrehozni emberek és emberek között, sajátos befolyásolással bír, részt vesz az emberek életében, következésképpen a zene az emberi viszonylatok tükre. A mai világban a zene valamilyen formában mindenképp eljut az emberekhez. Akarva-akaratlanul minden ember életének része a zene. Ezért fontos a zeneszociológia és a zeneszociológiai kutatások.

## Magatartástipológia
Adorno létrehozott egy zenével kapcsolatos magatartás típusai tipológiát. Ezek csak ideáltípusok.
- Adorno első típusa a szakértő vagy strukturális zenehallgató. Ezt a típust a tudatos zenehallgatás jellemzi és a zenében minden apró hangra odafigyel. Erre csak a zenészek egy része képes.
- Második típusa a jó zeneértő hallgató. Aki ebbe a típusba tartozik többet hall, mint az adott zenei pillanat, spontán módon meg tud állapítani zenei összefüggéseket. Jó ízlés jellemzi. (A 19. századi udvari arisztokráciára volt jellemző.)
- Következő típus a kulturált hallgató. Hangverseny és operalátogatók csoportja. Sok zenét hallgatnak és gyűjtik is a zenét. Kötelezettségüknek érzik, hogy ismereteik legyenek a zenéről.
- A negyedik típus az emocionális zenehallgató, itt nincs összhang a hallgató és a zene között. A zenéről ismereteket tudni nem is akarnak, így könnyen kormányozható a kulturális ipar terméke. Társadalmilag nem lehet behatárolni, melyik csoport tartozik ide.
- A következő csoport a ressentiment-hallgatók. A hivatalos zenei trendeket elutasítják. Johann Sebastian Bach vagy jazz rajongókra jellemző. A kispolgárság felső, de lecsúszott részére jellemző.
- A hatodik típus az, ahol a zene csak szórakozás, semmi más. A legnagyobb réteget foglalja magába, ezt a kulturális ipar teremti meg. Ez a réteg nem látja a zenei elemeket, nem tudja értelmezni. A zene hallgatása közben önmagára talál, magányát űzi el vele munka közben. A sláger rajongók is ide tartoznak.
- Az utolsó típus a zene iránt közömbös emberek csoportja. Vagy semmiféle zenei érzéke nincsen, vagy tudatosan a zene ellen fordul.

## Zeneszociológiai kutatások
Adorno csak az egyik a sok közül, aki zeneszociológiai kutatással is foglalkozott. Ide sorolhatóak például a következő művek: Losonci Ágnes: A kortárs avantgard zene fogadása és fogadásának indítékai, Horváth Klára: Zene és közönsége, Sosztakovics: A széles néprétegek az igazi zenét szeretik, Dobszay László: Zenész a társadalomban.